# 周天受
周天受（?—1860年），為江南大營總兵署湖南提督。

## 生平
曾任福建漳州镇总兵。1858年，升署湖南提督。1860年李秀成「二破江南大營」，周領15000兵敗逃至寧國，向湘軍求援湘軍以「正在攻安慶，分不出援軍」拒援周部綠營官兵，周迫無奈突圍出城被太平軍「奉王」古隆賢部伏兵千人亂槍格斃；弟周天培為湖北提督清軍能戰名將，早於1858年九月（三河之戰前哨戰）遭遇太平軍陳玉成部，也戰歿於浦口。

## 延伸阅读
[在维基数据编辑]
 《清史稿·卷402》，出自趙爾巽《清史稿》